# 柳博芙·索博爾
柳博芙·愛德華多芙娜·索博爾（羅馬化：Lyubov Eduardovna Sobolʼ，1987年9月13日—；婚前姓費傑尼奧娃），俄罗斯政治和公众人物，反腐败基金会律师，也是俄罗斯反对派协调委员会的成员（2012－2013年），俄罗斯反对派人物阿列克谢·纳瓦利内YouTube频道“纳瓦利内在线”的制作人。

## 備註
1. ↑  又譯索博利